# Idéfix et les Irréductibles (série télévisée d'animation)
Pour les articles homonymes, voir Idéfix et les Irréductibles.
Production
Diffusion
Idéfix et les Irréductibles est une série télévisée d'animation française en 104 épisodes de 11 minutes, d'après l'œuvre de René Goscinny et Albert Uderzo, réalisée par Charles Vaucelle et diffusée en avant-première sur la plateforme Okoo à partir du 2 juillet 2021, sur France 4 à partir du 28 août 2021 et sur M6 à partir du 22 août 2022 ainsi que sur Gulli à partir du 10 juillet 2023.
Au Québec, elle est diffusée depuis le 3 janvier 2022 sur Télé-Québec,.
Une série de bande dessinée au titre identique, proposant l'adaptation d'épisodes de la série, est également parue aux éditions Albert René.
La série est axée sur l'un des protagonistes des BD d'Astérix, le compagnon d'Obélix, Idéfix.
Contrairement aux autres films d'animations dérivés de la série de bande dessinée du même nom, il s'agit de la toute première série télévisée d'animation de la franchise jamais réalisée.[pas clair]
En juin 2022, la réalisation d'une seconde saison, prévue pour le second semestre de 2023, est annoncée par Studio 58, France Télévisions et M6. En effet, le dernier de ces trois groupes a obtenu les droits de diffusion des épisodes de la première saison pour la rentrée 2022. La deuxième saison est diffusée depuis juillet 2024.

## Synopsis
« Nous sommes en 52 avant Jésus-Christ. Tout Lutèce est occupée par les romains… Tout ? Non ! Une bande d'irréductibles animaux menée par Idéfix résiste encore et toujours à l'envahisseur. »
Après la défaite du chef gaulois Camulogène face au général Labienus, Idéfix organise la résistance avec les irréductibles, une bande d'animaux plus attachants et drôles les uns que les autres pour défendre la cité gauloise face à l'occupant romain.
Il s'agit d'une préquelle de la série Astérix, se déroulant en 52 av. J.-C. à Lutèce, soit deux ans avant la rencontre d'Idéfix avec Astérix et Obélix devant une boucherie de cette même cité gauloise, dans Le Tour de Gaule d'Astérix (1965). Il évolue donc dans son propre univers avec une bande d'animaux pour défendre Lutèce contre sa romanisation par le général Labienus.

## Série régulière
| Saisons | Premier épisode | Episode final    | Nombre d'épisodes |
| ------- | --------------- | ---------------- | ----------------- |
| 1       | 2 juillet 2021  | 26 décembre 2021 | 52                |
| 2       | 8 juillet 2024  | 26 octobre 2024  | 52                |

## Distribution
- Stéphane Bern : le narrateur[8]
- Benjamin Bollen : Idéfix[9]
- Edwige Lemoine : Baratine (chatte aux yeux vairons) et Bonemine
- Kelly Marot : Turbine (chienne rapide mais plutôt simple d’esprit), Monalisa (chatte de Labienus) et Vitamine (chienne de Homéopatix)
- Jean-Claude Donda : Asmatix (vieux pigeon), Motus (légionnaire petit et gros), Abraracourcix et Homéopatix
- Xavier Fagnon : le général Labienus et Padgachix (molosse toulousain)
- Stéphane Ronchewski : Anglaigus (architecte), Symphonix (coq gaulois des catacombes) et Bouchcousus (légionnaire grand et maigre)
- Jérémy Prévost : Arquebus (chien centurion)[10], Goudurix, Nivuniconnus, Voldenuix (hibou familier du druide Amnésix) et Reprisdejustix (mulot des catacombes)
- Ethel Houbiers : Tortilla (jeune molosse ibère)
- Magali Rosenzweig : Chevrotine (chihuahua hargneuse et vindicative aux gros yeux), voix additionnelles (Saison 2)
- Damien Witecka : Lovènpis (chien égyptien)
- Luq Hamet : Lentix (le voleur)
- Damien Witecka, Luq Hamet et Edwige Lemoine : voix additionnelles
- version originale :
  - studio de doublage : Calumet Production
  - direction artistique : Luq Hamet[11]

## Production

### Fiche technique
- Titre original : Idéfix et les Irréductibles
- Création : René Goscinny, Albert Uderzo
- Réalisation : Charles Vaucelle (saison 1), Olivier Brugnoli (saison 2)
- Scénario : Matthieu Choquet, Céleste Surugue
- Musique : Cyrille Marchesseau, David Gana
- Montage : Arnaud de Cazes
- Production : Nadja Perret-Gasser
- Studio d'animation : o2o Studio
- Sociétés de production : Studio 58, GMT Productions, Les Éditions Albert René
- Sociétés de distribution : LS Distribution, Mediawan
- Pays d'origine :  France
- Langue originale : français
- Format : HD TV 1080p
- Genre : Aventure, Comédie
- Nombre de saisons : 2
- Nombre d'épisodes : 104
- Durée : 11 minutes
- Dates de première diffusion :
  - France : 2 juillet 2021

## Épisodes

### Saison 1
1. Fluctuat n-hic ! Mergitur
2. Labienus tu m'auras pas
3. Une affaire corsée
4. Turbine encrassée
5. Le Hibou de marbre
6. Une Ibère dans la ville
7. Idéfix et la soupe à la romaine
8. Les Irréductibles font leur cirque
9. Roucoulez jeunesse
10. Lutèce II
11. La Bête de Lutèce
12. Le Colombier infernal
13. La Baballe de Chevrotine
14. Le Réveil de Lutèce
15. La Statue de Labienus
16. La Patrouille de Gaule
17. Voldenuix ramène sa fiole
18. La Compétition de Bastet
19. L'Amoureuse de Lutèce
20. L'Œuf à la romaine
21. Turbine au rebut
22. Le Combat des catacombes
23. Fragrance gauloise
24. L'Affaire du collier
25. Fausses notes pour les Romains
26. Furie au forum
27. L'Appeau sans les os
28. Webzine quitte le nid
29. Des menhirs dans le ciel
30. Le charcutier se rebiffe
31. Le Portrait de Labienus
32. Monalisa perd son sourire
33. Le Torque de Turbine
34. Derniers vols pour Lutèce
35. Idéfix se met au parfum
36. Le Charme (discret) de l'invisible
37. Les pigeons nous surveillent
38. La Folie des grandeurs
39. Chauds les Romains, chauds !
40. Urgence Poulerotix
41. La Forêt-lumière
42. Nuit blanche à Lutèce
43. Le Pacte des potions
44. Lutèce brûle-t-il ?
45. Le Glaive de Camulogène
46. Canigus, ils en veulent toujours plus
47. La Fête de Toutatis
48. L'Ennemi canin no 1
49. Pas de saucisses pour Padgachix
50. Des miettes et des jeux
51. Graine d'irréductible
52. Du rififi à Lutèce !

### Saison 2
1. Le Réseau Express Romain
2. Un Arquebus ça va
3. Padgachix en manque de Vitamine
4. Sans repaire fixe
5. La Reine des Catacombes
6. Soufflet n'est pas jouer
7. Vocalises au caveau
8. Défis à tout prix
9. Turbine pleine d'astuce
10. Le retour de Chevrotine
11. La phalère de la peur
12. La Pomdofine de la discorde
13. Pièges à la Louve
14. Des souris et des romains
15. La démission d'Arquebus
16. Baratine prend racine
17. Rumeurs romaines
18. Goudurix fait le mur
19. Le chaton à plumes
20. Lutèce vue du ciel
21. Eaux troubles à Lutèce
22. Bouclés dans la Pyramide
23. Les bannis de Lutèce
24. Turbine à pas de loup
25. La traversée de Lutèce
26. Monalisa, une amie qui vous veut du bien
27. Labienus légionnaire
28. Arrête ton char, Labienus !
29. Padgachix en roue libre
30. La colère de Bélénos
31. Diamants sur coussinets
32. Rome au caveau
33. Les Loups sont entrés dans Lutèce
34. Miche ô ma miche
35. Entre chiens et louve
36. Les aventuriers du miroir perdu
37. Toutouminou
38. Lutèce est une fête
39. Sans voix ni loi
40. La levée de bouclier
41. La meule de chien
42. Idéfix, Idéfix, Idéfix... et les irréductibles
43. Hibou truffier
44. Ils sont fondus ces Romains !
45. Il faut sauver Labiénus
46. Les nouveaux irréductibles
47. Défi au défilé
48. Sans Camulogène, pas de plaisir
49. Avé Lutèce
50. Voldenuix se vexe
51. Des Loulous et un Doudou
52. Le génie de Turbine

## Univers de la série
L'univers de la série n'est autre que celui du gaulois Astérix mais l'histoire est centrée sur Idéfix et ses amis animaux qui vivent à Lutèce et non dans le village d'Astérix en Armorique. Certains contextes de la série Astérix sont repris comme la phrase « Nous sommes en 52 avant Jésus-Christ. Tout Lutèce est occupée par les romains… Tout ? Non ! Une bande d'irréductibles animaux menée par Idéfix résiste encore et toujours à l'envahisseur. » qui est basée sur celle de la série Astérix « Nous sommes en 50 avant Jésus-Christ. Toute la Gaule est occupée par les Romains… Toute ? Non ! Car un village peuplé d'irréductibles Gaulois résiste à l'envahisseur. » mais aussi le nom des Irréductibles est tiré des Irréductibles Gaulois du village d'Astérix.
N'étant pas dans le village gaulois qui résiste aux invasions romaines grâce à la potion magique du druide Panoramix, chaque animal de la bande d'Idéfix a une capacité particulière comme Turbine qui peut se déplacer à très grande vitesse, Baratine la chatte dont les griffes servent à taillader mais aussi ouvrir des serrures, Padgachix le bouledogue avec son énorme force et Idéfix dont l'odorat ne le trahit jamais ; il est aussi rusé et intelligent qu'Astérix, de ce fait, c'est lui le chef des Irréductibles.
La série représente bien les faits de l'univers d'Astérix car Homéopatix, le frère de Bonemine qui est mentionné dans certaines BD vit à Lutèce et on voit cette dernière en compagnie de son mari Abraracourcix le chef du village d'Astérix dans plusieurs épisodes ainsi que certains personnages du village (ce qui indique par voie logique de fait que les évènements de la série se situent durant une période assez courte, possiblement lors d'un séjour du couple à Lutèce chez Homéopatix justement comme cela fut le cas au début de l'album Les Lauriers de César).
Concernant le général Labienus, ce n'est pas un hasard si son nom n'évoque pas un jeu de mots. C'est un personnage historique, notamment un des principaux lieutenants de César pendant la Guerre des gaules. Il est l'artisan de la victoire romaine contre une coalition gauloise à la bataille de Lutèce en 52 av. J.-C. C'est sans doute pourquoi on lui donne un rôle important d'antagoniste humain dans la série animée.
La série se déroule à Lutèce, mais le graphisme semble concentrer l'action sur une seule île (l'île de la Cité ?). Plusieurs détails rappellent l'univers parisien actuel : le 'grand colombier' est ainsi un rappel de l'actuelle tour Eiffel ; le moulin aux pierres peintes évoque le Moulin Rouge. Dans plusieurs épisodes, la présence d'une enseigne en forme de serpe fait référence à l'album des aventures d'Astérix : La serpe d'or. Quant au palais du général Labienus, son nom La Louve serait un double clin d'œil à la Louve Romaine et au Louvre : on notera d'ailleurs comme point commun la pyramide dans "l'enceinte" du palais. 
Dans cette série, les interjections des Gaulois sont réadaptées en langage de chien. Ainsi, Par Toutatis devient "Par Toutoutatis", et Par Bélénos devient "Par Bononos". Des fois on entend parler en langage d’oiseau comme « Par Grosalbatros »

## Personnages invités
La série contient de nombreux caméos de personnages bien connus de l'univers d'Astérix, notamment Anglaigus, Amnésix, Goudurix, Lentix, Mannekenpix, Amérix, Briseradius, Homéopatix… qui apparaissent ici donc bien avant leur introduction dans la série littéraire principale.
De tous les personnages bien connus de l'univers d'Astérix présents dans cette série, quatre d'entre eux ont fait leur apparition avant Idéfix : Amérix, Lentix et le préfet Pleindastus sont apparus dans le deuxième album, La Serpe d'or, et Briseradius est apparu dans le quatrième album, Astérix gladiateur, sorti juste avant Le Tour de Gaule d'Astérix qui marque la première apparition d'Idéfix.

## Autour de la série
Dans l'épisode Labienus tu m'auras pas, quand Goudurix chante sur scène, il fait une référence parodique à la chanson Société tu m'auras pas de Renaud.